# Cimetière de Belleville
| Cimetière de Belleville | Cimetière de Belleville                                      |
| ----------------------- | ------------------------------------------------------------ |
| Lage                    | 40, Rue du Télégraphe 75020 Paris, Île-de-France, Frankreich |
| Eigentümer              | Stadt Paris                                                  |
| Eröffnet                | 1808                                                         |
| Fläche                  | 1,65 ha                                                      |
| Divisionen              | 17                                                           |
| Gräber                  | 3.200                                                        |
| Website                 | equipement.paris.fr                                          |

Der Cimetière de Belleville ist ein Friedhof im 20. Arrondissement der französischen Hauptstadt Paris.

## Geschichte
Die Anlage im östlichen Stadtteil Belleville wurde 1808 eröffnet und liegt auf dem Butte de Belleville (deutsch Hügel von Belleville). 1860 wurde der Vorort Belleville samt Friedhof in das Pariser Stadtgebiet eingemeindet. Der Cimetière de Belleville liegt auf einer Höhe von 128,508 Meter und ist einer der höchsten Punkte der Metropole an der Seine. Dies belegt eine Plakette am Eingang. Nur der Butte Montmartre, auf dem Sacré-Cœur de Montmartre steht, ist mit rund 130 Meter noch höher. Seit der Einweihung wurde der Friedhof mehrmals erweitert und bietet heute auf 1,65 ha Friedhofsfläche mit 107 Bäumen Platz für insgesamt 3.200 Gräber in 17 Divisionen. Er ist der siebtgrößte Friedhof auf dem Stadtgebiet von Paris. 

## Galerie

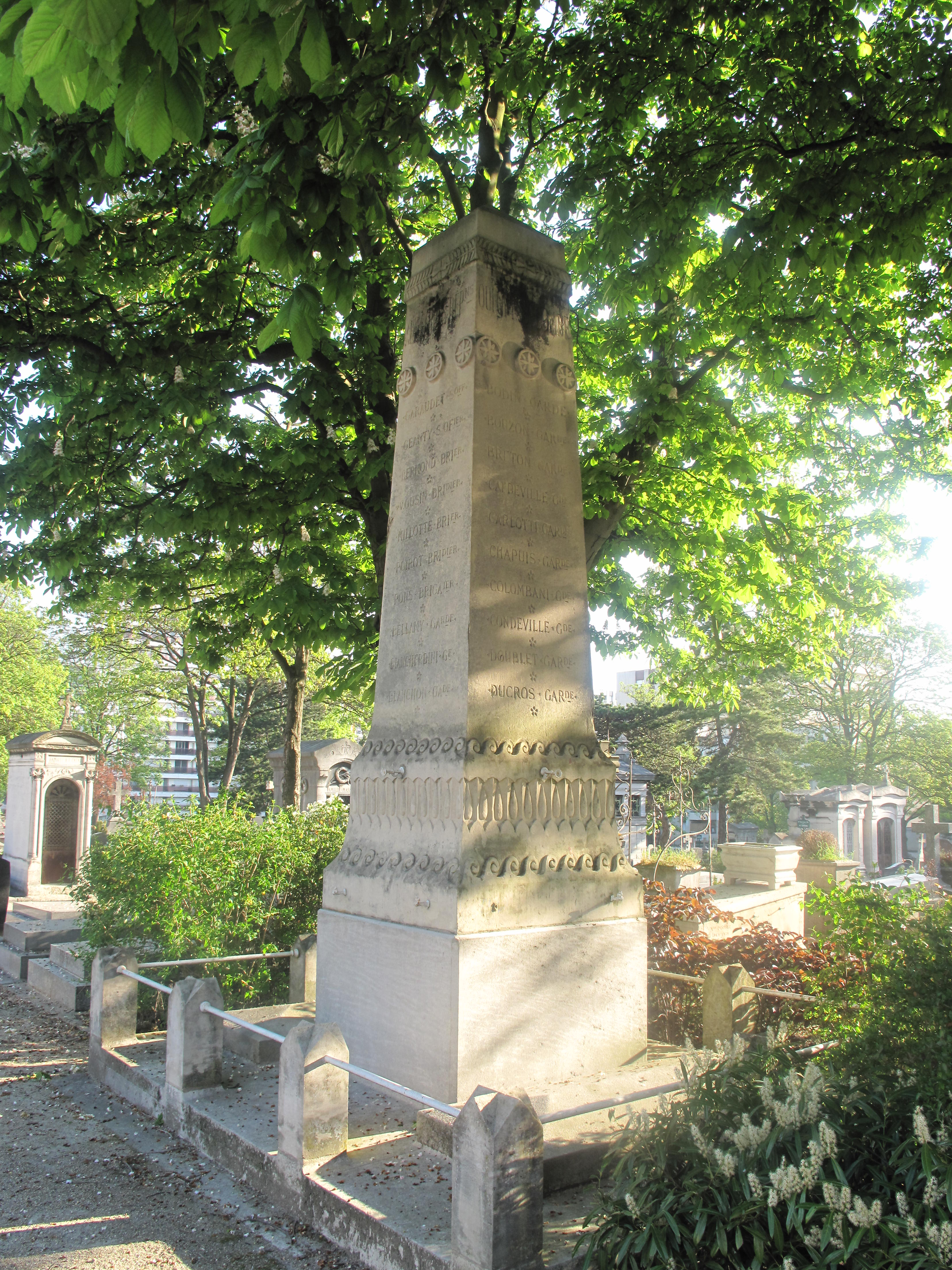
Das Denkmal in der Division 12 für die 40 erschossenen Geiseln der Pariser Kommune
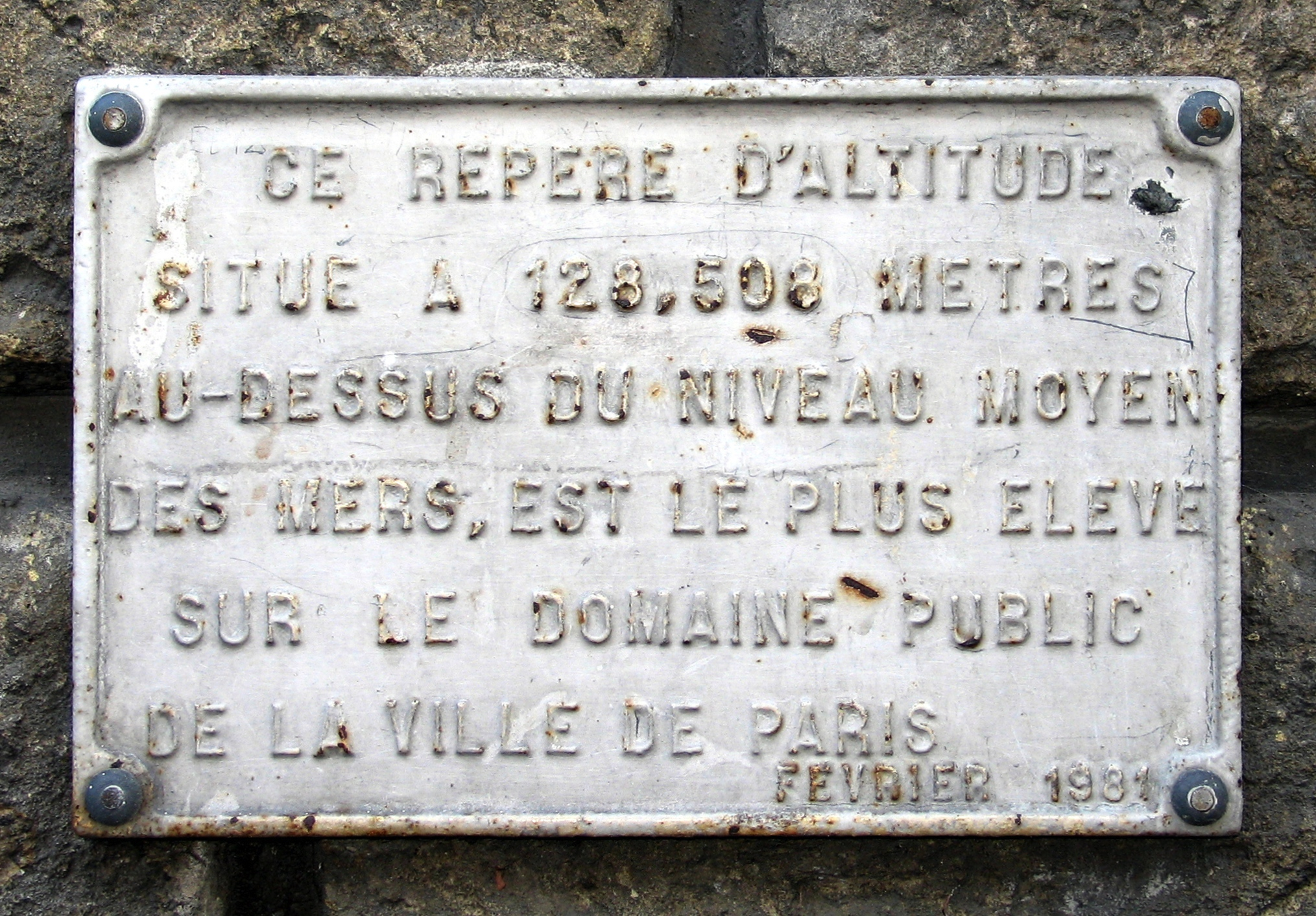
Der Friedhof liegt auf 128,508 Meter Höhe, einem der höchsten Punkte der Stadt.
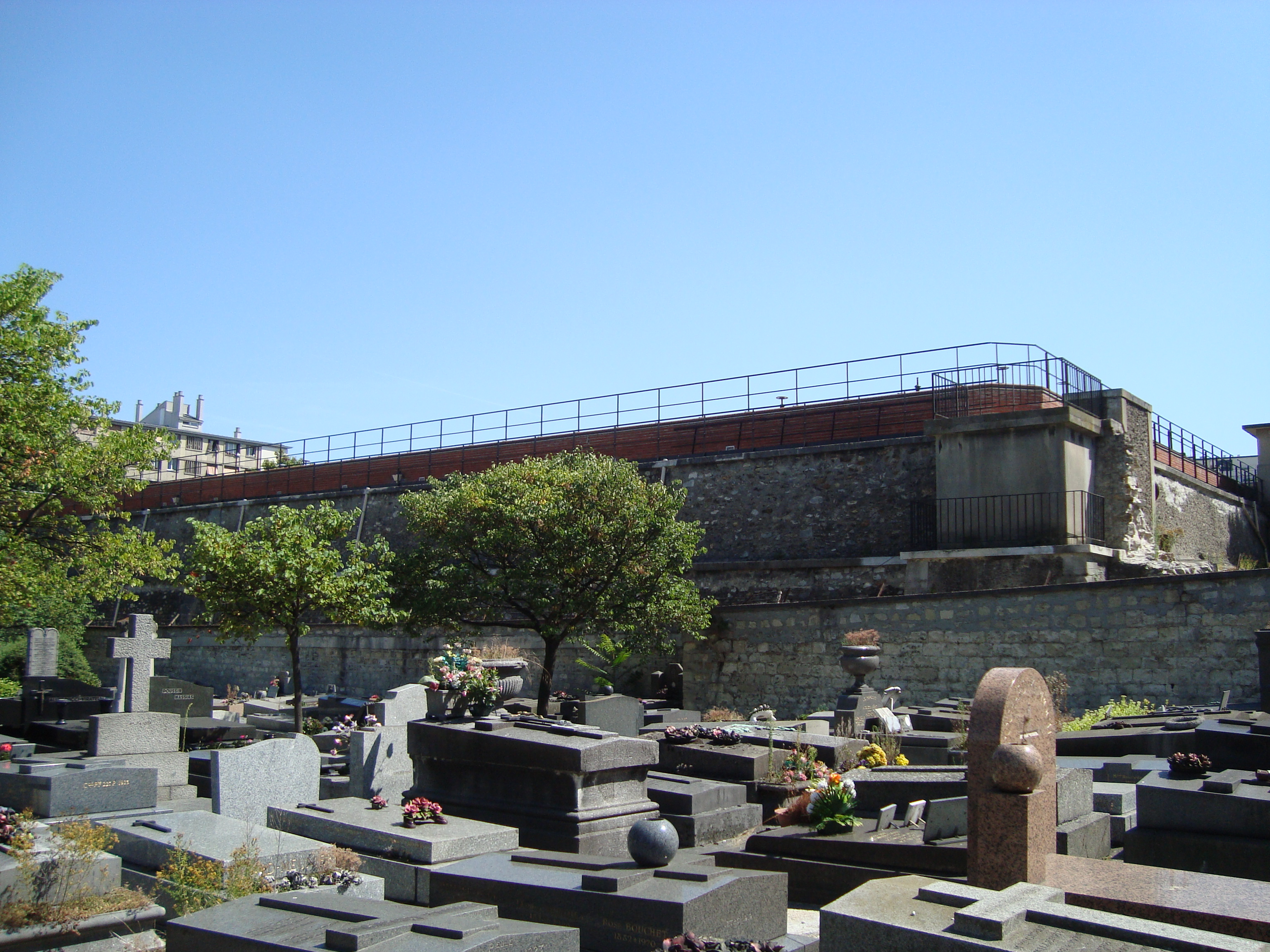
Das Wasserreservoir von Belleville neben dem Friedhof
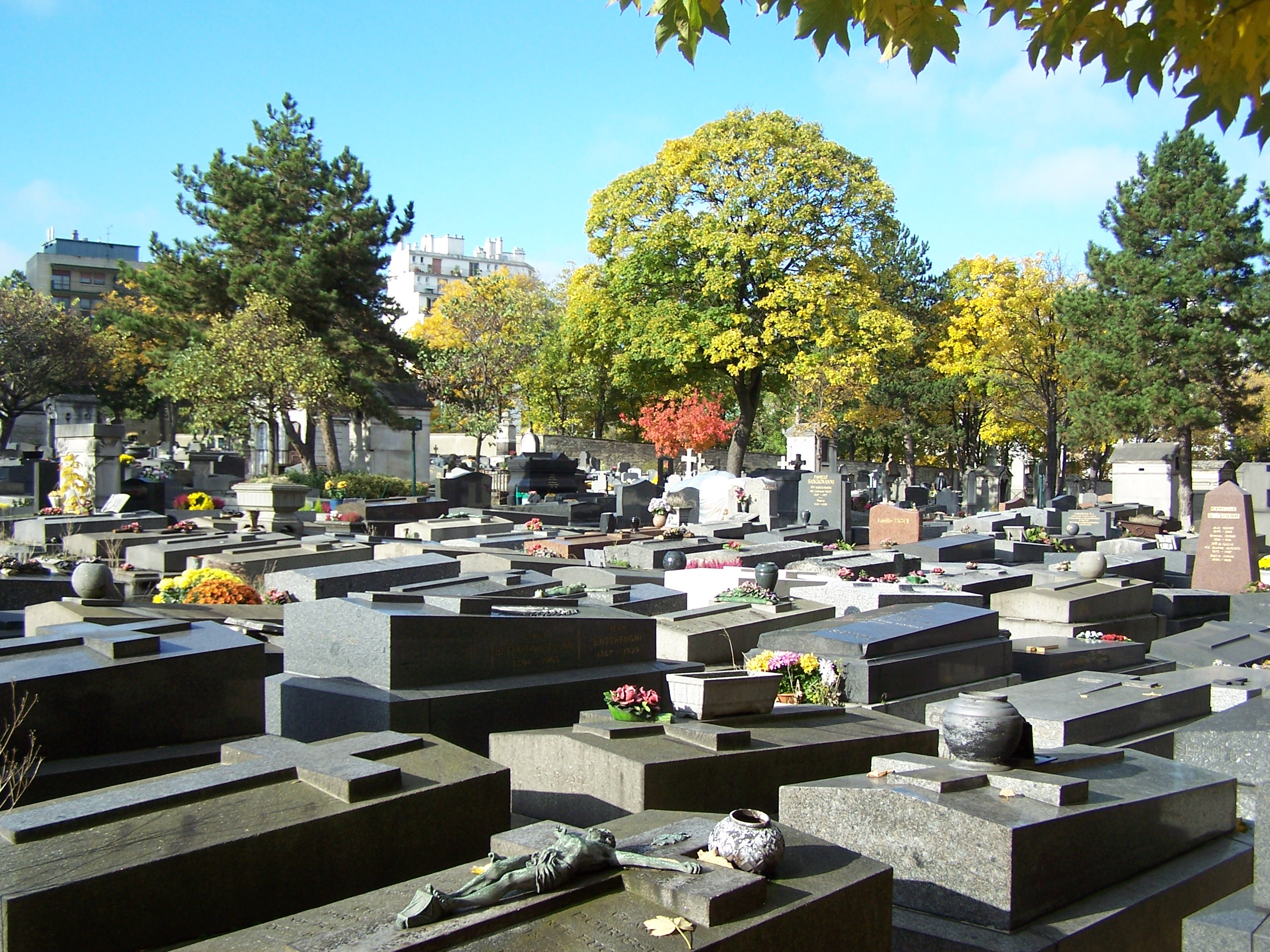
Blick über den Cimetière de Belleville
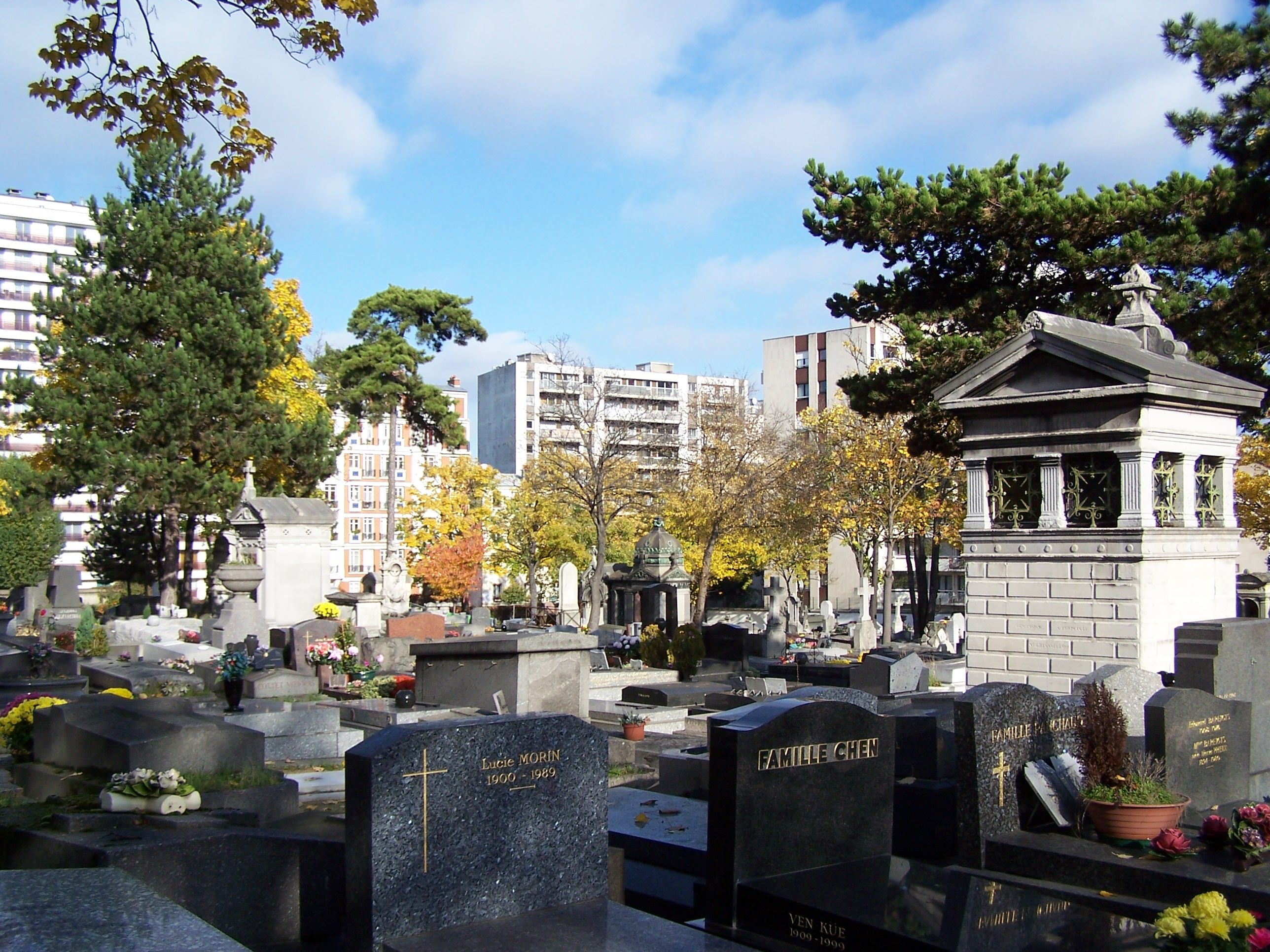
Blick über den Cimetière de Belleville
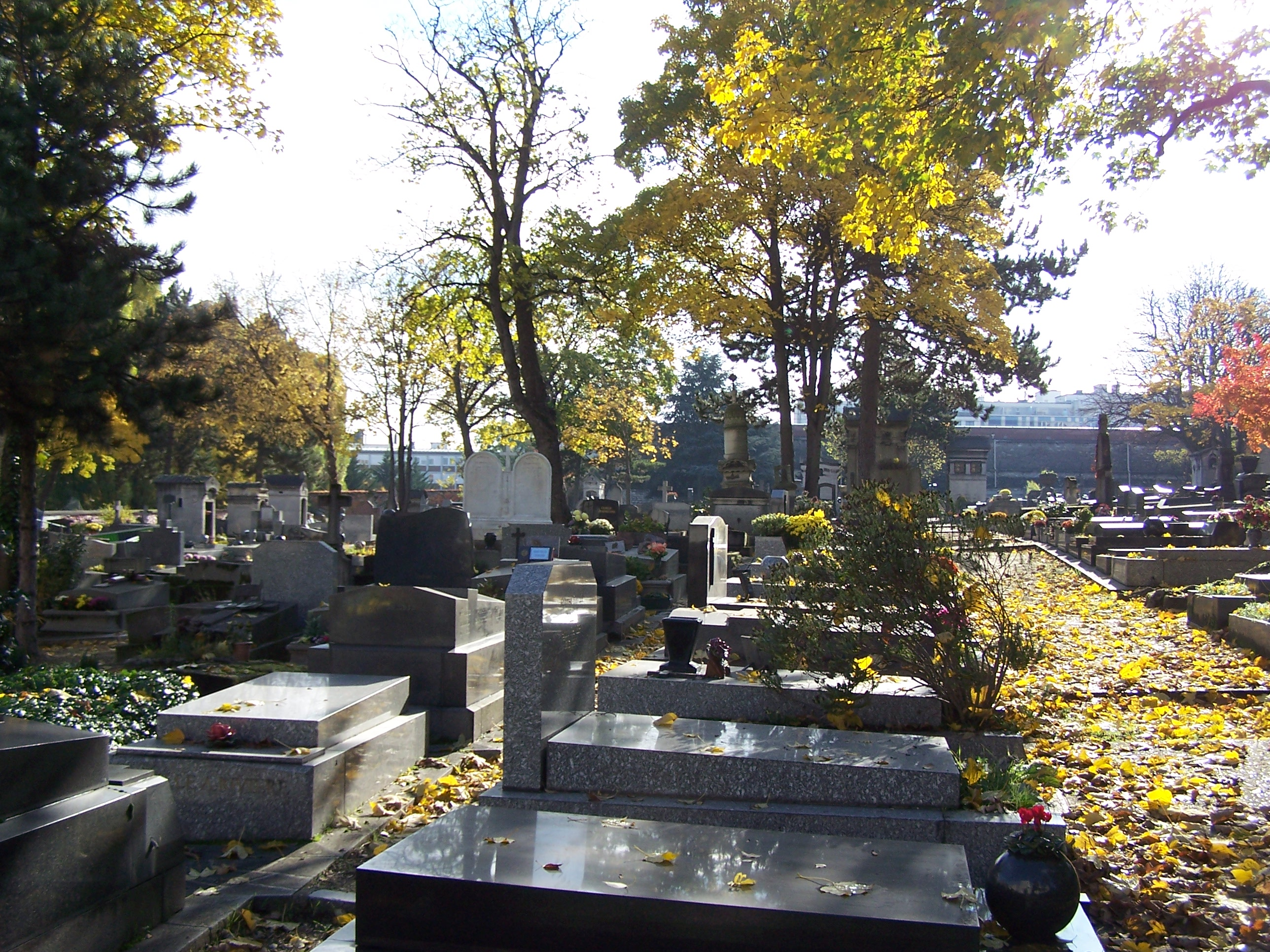
Blick über den Cimetière de Belleville
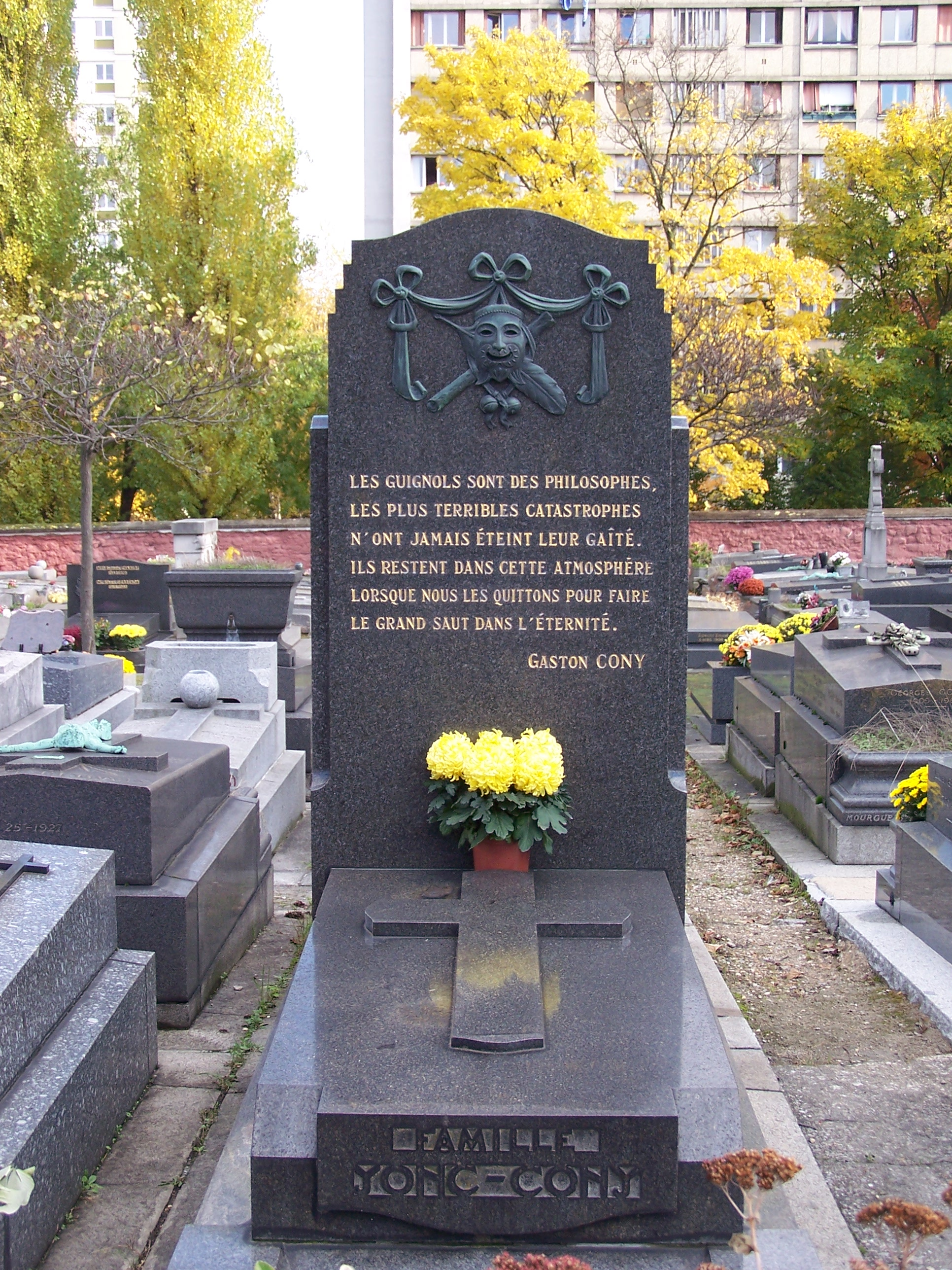
Das Grab von Gaston Cony
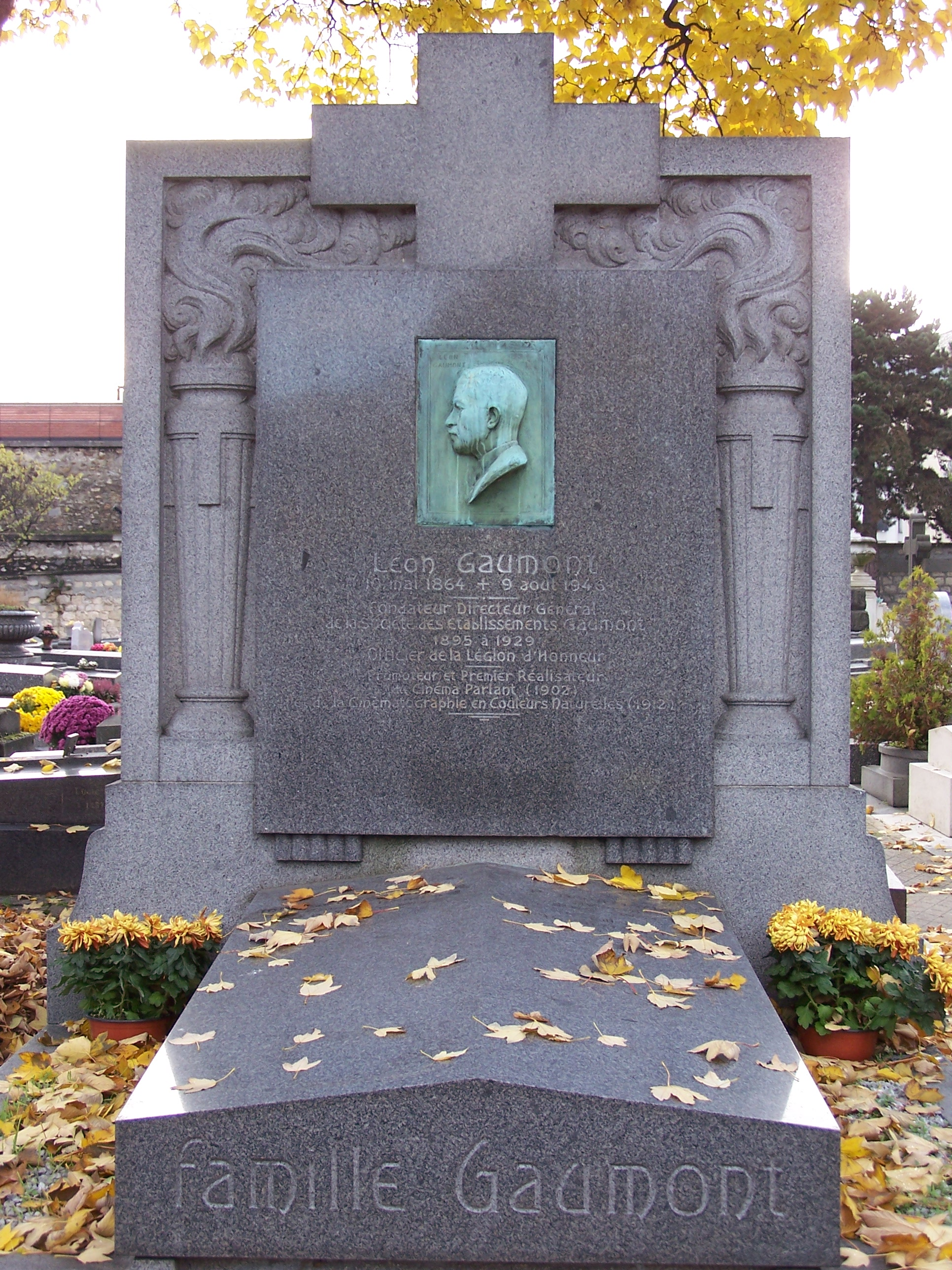
Das Grab von Léon Gaumont
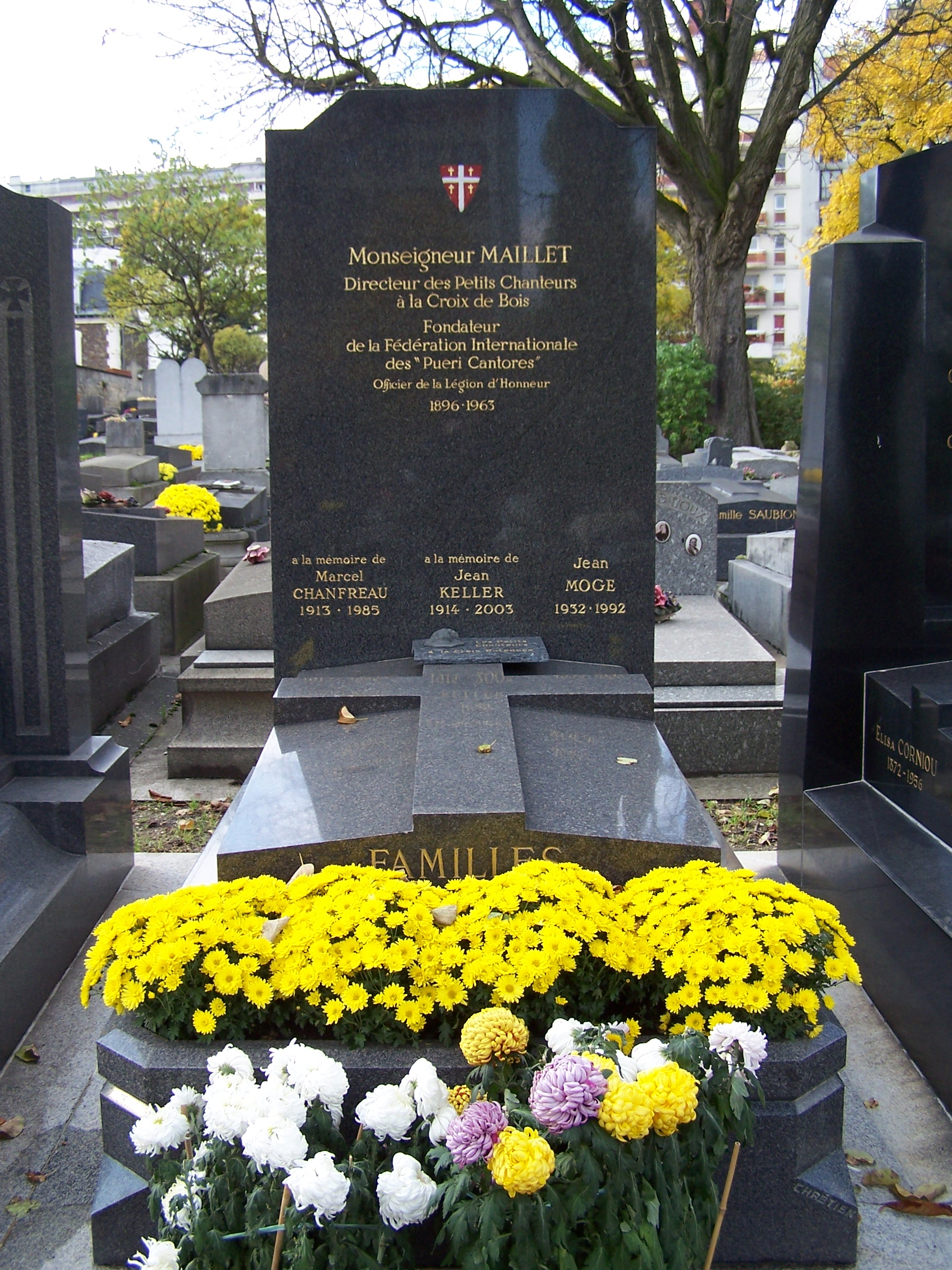
Das Grab von Fernand Maillet
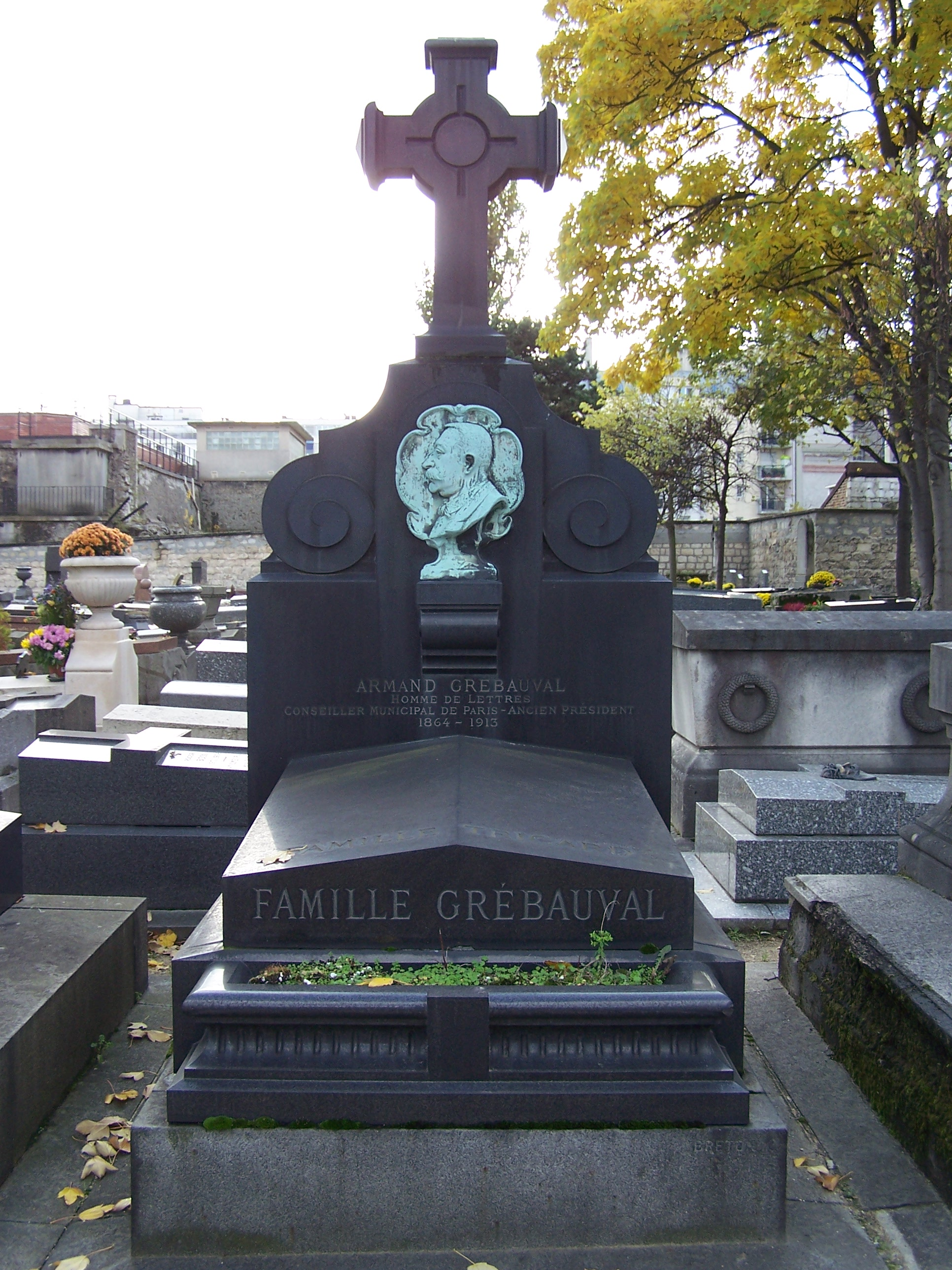
Das Grab von Armand Grébauval

## Berühmte Personen, die auf dem Cimetière de Belleville begraben sind
- Eugène Bestaux (1878–1958), Schriftsteller und Übersetzer
- Camille Bombois (1883–1970), Maler (Naive Malerei)
- Gilles Boulouque (1950–1990), Anwalt
- Gaston Cony (1891–1983), Marionettenspieler
- Pierre Cochereau (1924–1984), Komponist, Musikpädagoge und Titularorganist der Kathedrale Notre-Dame de Paris
- Michel Etcheverry (1919–1999), Theaterschauspieler
- Léon Gaumont (1864–1946), Regisseur, Filmproduzent und Pionier der Filmindustrie (Gaumont)
- René Godart (1891–1971), Maler
- Armand Grébauval (1864–1913), Homme de lettres, Politiker
- Charles Houvenaghel (1878–1966), Musiker (Saxophonist)
- Fernand Maillet (1896–1963), Priester, Gründer der Fédération internationale des Pueri Cantores, Officier de la Légion d’Honneur
- Jean Marco (1923–1953), Sänger, sang als erster das Lied C’est si bon
- Pierre-Henri Mayeux (1845–1929), Architekt und Theoretiker des Jugendstils
- Suzy Prim (1895–1991), Schauspielerin
- Albert Rossin (1871–1938), Homme de lettres
- Charles Thisse (1830–1912), Bildhauer
- Édouard Vallières (1864–1928), dramatischer Schauspieler